# Uneasy Listening Vol. 1
Uneasy Listening Vol. 1 je druga kompilacija finskog rock sastava HIM koju je 27. listopada 2006. godine objavio Sony BMG. Kompilacija sadržava posebne verzije pjesama koje se nalaze na albumima Greatest Love Songs Vol. 666, Razorblade Romance, Deep Shadows and Brilliant Highlights i Love Metal. Drugi nastav je objavljen 20. travnja 2007. godine pod imenom Uneasy Listening Vol. 2.

## Popis pjesama
1. "The Sacrament" (Disrhythm Remix) – 4:47
2. "The Funeral of Hearts" (akustična verzija) – 4:03
3. "Join Me in Death" (Strongroom Mix)* – 3:40
4. "Close to the Flame" (The Rappula Tapes)* – 4:31
5. "In Joy and Sorrow" (string verzija) – 5:04
6. "It's All Tears" (Unplugged Radio Live) – 3:49
7. "When Love and Death Embrace" (AOR Radio Mix) – 3:39
8. "Buried Alive By Love" (Deliverance verzija) – 6:07
9. "Gone With the Sin" (O.D. verzija) – 4:59
10. "Salt in Our Wounds" (Thulsa Doom verzija) – 7:02
11. "Please Don't Let it Go" (akustična verzija) – 4:37
12. "One Last Time" (Rockfield Madness verzija)* – 5:08
13. "For You" (Uuživo) – 4:09
14. "The Path" (P.S. verzija)* – 5:04
15. "Lose You Tonight" (Thulsa Doom Extended Dub)* – 8:15
16. "Pretending" (akustična verzija)** – 4:02

- * - neobjavljene pjesme
- ** - bonus pjesme

## Ljestvice
| Ljestvice (2006.) | Pozicija |
| ----------------- | -------- |
| Finska            | 7        |
| Njemačka          | 37       |
| Švicarska         | 55       |
| Švedska           | 71       |